# Pallacanestro Olimpia Milano 2023-2024
Questa voce raccoglie le informazioni riguardanti la Pallacanestro Olimpia Milano nelle competizioni ufficiali della stagione 2023-2024.

## Stagione
La stagione 2023-2024 della Pallacanestro Olimpia Milano, sponsorizzata EA7 Emporio Armani, è la 91ª nel massimo campionato italiano di pallacanestro, la Serie A.

## Maglie
Il fornitore ufficiale del materiale tecnico per la stagione 2023-2024 è EA7 Emporio Armani. Per la divisa di campionato è presente lo scudetto FIP come detentrice del campionato precedente. Lo sponsor principale è Italmondo, il back sponsor riporta lo sponsor tecnico EA7 Emporio Armani in grande. Tra i vari sponsor secondari, frontalmente vi sono: Acqua di Giò, EA eyewear e Gi Group, mentre sul retro Drivalia e AON si trovano al di sopra del numero di maglia. Sui pantaloncini vengono riportati in piccolo i loghi degli sponsor secondari. La divisa segue i classici colori sociali con la novità di quattro strisce verticali di colore sfumato a pallini piccoli del colore sociale opposto rispetto alla trama principale.
La divisa di Eurolega risulta più classica con i colori sociali che vengono richiamati per intero sulla divisa di un colore e di un altro sui bordi. Come sponsor principale è presente solamente Eni Plenitude mentre come back sponsor Acqua di Giò. Sul retro è presente, sotto al numero di maglia, la scritta MILAN. I pantaloncini riportano una stella su entrambi i lati di colore opposto rispetto a quello predominante.
| Campionato Rossa | Campionato Bianca | Eurolega Rossa | Eurolega Bianca |

## Organigramma societario
Dal sito internet della società.
Area dirigenziale
- Proprietario: Giorgio Armani
- Presidente: Pantaleo Dell'Orco
- Presidente Basketball Operations: Ettore Messina
- General Manager: Christos Stavropoulos

Area generale e organizzativa
- Direttore sportivo: Alberto Rossini
- Team manager: Filippo Leoni
- Assistant team manager: Gianmaria Vacirca
- Equipment manager: Alessandro Barenghi
- Addetto arbitri: Gianluca Solani
- Dirigente settore giovanile: Davide Losi

Area tecnica
- Allenatore: Ettore Messina
- Vice allenatore: Mario Fioretti
- Assistente allenatore: Stefano Bizzozero
- Assistente allenatore: Milan Tomić
- Assistente allenatore: Giuseppe Poeta
- Responsabile settore giovanile: Michele Catalani

Area comunicazione
- Direttore comunicazione: Claudio Limardi
- Responsabile video e tv: Andrea Monticelli
- Fotografo: Alessio Gaffuri

Area marketing&ticketing
- Marketing & Sponsorship Manager: Roberto Bottali
- Responsabile sponsor ed eventi partita: Asia De Piccoli
- Responsabile Armani Junior Program: Michele Samaden
- Responsabile ticketing: Gabriele Salis

## Roster
Aggiornato all'11 gennaio 2024.
| EA7 Emporio Armani Milano 2023-24 | EA7 Emporio Armani Milano 2023-24 |
| Giocatori                         | Staff tecnico                     |
| --------------------------------- | --------------------------------- |

| N. | Naz.                                               | Ruolo | Nome               | Anno | Alt.   | Peso   |  |
| -- | -------------------------------------------------- | ----- | ------------------ | ---- | ------ | ------ |  |
| 0  | Germania (bandiera)                                | P     | Maodo Lô           | 1992 | 191 cm | 82 kg  |  |
| 1  | Stati Uniti (bandiera)                             | G     | Rodney McGruder    | 1991 | 194 cm | 93 kg  |  |
| 2  | Stati Uniti (bandiera) · Costa d'Avorio (bandiera) | AC    | Alex Poythress     | 1993 | 206 cm | 107 kg |  |
| 3  | Italia (bandiera)                                  | G     | Giordano Bortolani | 2000 | 193 cm | 85 kg  |  |
| 5  | Canada (bandiera) · Slovenia (bandiera)            | P     | Kevin Pangos       | 1993 | 186 cm | 81 kg  |  |
| 6  | Italia (bandiera)                                  | A     | Diego Garavaglia   | 2007 | 199 cm |        |  |
| 7  | Italia (bandiera)                                  | G     | Stefano Tonut      | 1993 | 194 cm | 100 kg |  |
| 9  | Italia (bandiera)                                  | AG    | Nicolò Melli (C)   | 1991 | 206 cm | 107 kg |  |
| 10 | Italia (bandiera)                                  | AG    | Francesco Marcucci | 2005 | 203 cm |        |  |
| 12 | Stati Uniti (bandiera)                             | PG    | Billy Baron        | 1990 | 188 cm | 90 kg  |  |
| 13 | Stati Uniti (bandiera) · Porto Rico (bandiera)     | P     | Shabazz Napier     | 1991 | 183 cm | 79 kg  |  |
| 14 | Francia (bandiera)                                 | C     | Ismaël Kamagate    | 2001 | 211 cm | 100 kg |  |
| 16 | Italia (bandiera)                                  | C     | Luigi Suigo        | 2007 | 214 cm |        |  |
| 17 | Italia (bandiera)                                  | AG    | Giampaolo Ricci    | 1991 | 202 cm | 102 kg |  |
| 21 | Italia (bandiera)                                  | PG    | Diego Flaccadori   | 1996 | 193 cm | 84 kg  |  |
| 22 | Stati Uniti (bandiera)                             | G     | Devon Hall         | 1995 | 196 cm | 96 kg  |  |
| 30 | Italia (bandiera)                                  | C     | Guglielmo Caruso   | 1999 | 208 cm | 96 kg  |  |
| 31 | Stati Uniti (bandiera) · Danimarca (bandiera)      | AP    | Shavon Shields     | 1994 | 201 cm | 97 kg  |  |
| 33 | Montenegro (bandiera) · Spagna (bandiera)          | AG    | Nikola Mirotić     | 1991 | 208 cm | 108 kg |  |
| 42 | Stati Uniti (bandiera)                             | C     | Kyle Hines         | 1986 | 198 cm | 111 kg |  |
| 45 | Stati Uniti (bandiera)                             | G     | Denzel Valentine   | 1993 | 196 cm | 97 kg  |  |
| 77 | Germania (bandiera)                                | AC    | Johannes Voigtmann | 1992 | 211 cm | 115 kg |  |
| -  | Italia (bandiera)                                  | G     | Achille Lonati     | 2007 | 195 cm |        |  |
| -  | Italia (bandiera)                                  | G     | Samuele Miccoli    | 2006 | 190 cm | 80 kg  |  |

| Allenatore |
| - Ettore Messina |
| Assistente/i |
| - Stefano Bizzozero - Mario Fioretti - Giuseppe Poeta - / Milan Tomić Legenda - (C) Capitano - (IN) Inattivo - Infortunato Roster |

## Mercato

### Sessione estiva
| Acquisti | Acquisti           | Acquisti          | Acquisti      | Acquisti |
| R.       | Nome               | da                | Modalità      |          |
| -------- | ------------------ | ----------------- | ------------- | -------- |
| P        | Maodo Lô           | Alba Berlino      | svincolato    |          |
| PG       | Diego Flaccadori   | Aquila Trento     | svincolato    |          |
| G        | Giordano Bortolani | Scaligera Verona  | fine prestito |          |
| AG       | Nikola Mirotić     | Barcellona        | svincolato    |          |
| AG       | Alex Poythress     | Maccabi Tel Aviv  | svincolato    |          |
| C        | Guglielmo Caruso   | Pall. Varese      | svincolato    |          |
| C        | Ismaël Kamagate    | Paris             | svincolato    |          |
| C        | Leonardo Okeke     | Joventut Badalona | fine prestito |          |

| Cessioni | Cessioni         | Cessioni          | Cessioni                 | Cessioni |
| R.       | Nome             | a                 | Modalità                 |          |
| -------- | ---------------- | ----------------- | ------------------------ | -------- |
| P        | Tommaso Baldasso | Derthona Basket   | fine contratto           |          |
| P        | Shabazz Napier   | Stella Rossa      | fine contratto           |          |
| PG       | Naz Mitrou-Long  | Žalgiris Kaunas   | risoluzione contrattuale |          |
| AP       | Davide Alviti    | Aquila Trento     | risoluzione contrattuale |          |
| AP       | Deshaun Thomas   | Joventut Badalona | fine contratto           |          |
| A        | Luigi Datome     |                   | ritirato                 |          |
| C        | Paul Biligha     | Aquila Trento     | risoluzione contrattuale |          |
| C        | Brandon Davies   | Valencia          | risoluzione contrattuale |          |
| C        | Leonardo Okeke   | Pall. Varese      | prestito                 |          |

### Dopo l'inizio della stagione
| Acquisti | Acquisti         | Acquisti     | Acquisti         | Acquisti   |
| R.       | Nome             | da           | Data             | Modalità   |
| -------- | ---------------- | ------------ | ---------------- | ---------- |
| P        | Shabazz Napier   | Stella Rossa | 21 dicembre 2023 | svincolato |
| G        | Rodney McGruder  | Free agent   | 10 gennaio 2023  | svincolato |
| G        | Denzel Valentine | Sydney Kings | 20 marzo 2023    | svincolato |

| Cessioni | Cessioni        | Cessioni        | Cessioni         | Cessioni    |
| R.       | Nome            | a               | Data             | Modalità    |
| -------- | --------------- | --------------- | ---------------- | ----------- |
| P        | Kevin Pangos    | Valencia        | 30 dicembre 2023 | rescissione |
| C        | Ismaël Kamagate | Derthona Basket | 16 gennaio 2024  | prestito    |
| G        | Rodney McGruder | Free agent      | 13 marzo 2024    | rescissione |

## Risultati

### Serie A

#### Stagione regolare

##### Girone d'andata
| Arbitri: | Sahin Quarta Capotorto |

|                                    |            |                                        |
| Shields 22 Poythress 16 Mirotić 12 | Punti      | 14 Young 13 Booker, Paulicap 11 Bowman |
| Shields 7                          | Assist     | 10 Booker                              |
| Poythress 6                        | Rimbalzi   | 11 Pailicap                            |
| Ettore Messina                     | Allenatori | Francesco Vitucci                      |

| Arbitri: | Baldini Bartoli Pepponi |

|                                          |            |                                  |
| Zubčić 17 Sokołowski, Owens 16 Pullen 10 | Punti      | 26 Mirotić 9 Pangos 8 Flaccadori |
| Pullen 7                                 | Assist     | 5 Hall                           |
| Owens 10                                 | Rimbalzi   | 7 Shields                        |
| Igor Miličić                             | Allenatori | Ettore Messina                   |

| Arbitri: | Rossi Grigioni Patti |

|                                         |            |                                |
| Tonut 16 Poythres 14 Pangos, Mirotić 12 | Punti      | 16 Weber 11 Galloway 10 Hervey |
| Melli 5                                 | Assist     | 5 Smith                        |
| Kamagate, Poythres 5                    | Rimbalzi   | 6 Faye                         |
| Ettore Messina                          | Allenatori | Dīmītrīs Priftīs               |

| Arbitri: | Attard Bongiorni Catani |

|                          |            |                                       |
| Weems 19 Daum 16 Dowe 12 | Punti      | 14 Poythress, Melli 11 Pangos 9 Tonut |
| Obasohan 6               | Assist     | 8 Pangos                              |
| Daum, Weems 4            | Rimbalzi   | 10 Melli                              |
| Marco Ramondino          | Allenatori | Ettore Messina                        |

| Arbitri: | Mazzoni Nicolini Dori |

|                           |            |                             |
| Kamagate 15 Lô 14 Tonut 9 | Punti      | 20 Totè 15 Bamforth 13 Ford |
| Tonut 4                   | Assist     | 10 McCallum                 |
| Poythress, Mirotić 10     | Rimbalzi   | 13 Ford                     |
| Ettore Messina            | Allenatori | Maurizio Buscaglia          |

| Arbitri: | Lanzarini Quarta Catani |

|                                                      |            |                                                       |
| Riismaa, Lombardi 10 Sneed 9 Morris, Tomas Kyzlink 6 | Punti      | 16 Tonut 11 Poythress, Bortolani, Shields 10 Kamagate |
| quattro giocatori 4                                  | Assist     | 4 Lo                                                  |
| Lombardi, Kyzlink 7                                  | Rimbalzi   | 7 Melli                                               |
| Dragan Šakota                                        | Allenatori | Ettore Messina                                        |

| Arbitri: | Paternicò Grigioni Galasso |

|                                           |            |                              |
| Gentile 15 Rossato, Rivers 13 Robinson 10 | Punti      | 19 Mirotić 15 Poythress 9 Lo |
| Rossato 4                                 | Assist     | 2 Shields, Lo                |
| Gentile 8                                 | Rimbalzi   | 9 Mirotić                    |
| Stefano Sacripanti                        | Allenatori | Ettore Messina               |

| Arbitri: | Giovannetti Borgioni Borgo |

|                                          |            |                                     |
| Hall, Shields 19 Mirotić 12 Bortolani 10 | Punti      | 14 Wiltjer 11 Brown, Simms 9 Tucker |
| Melli, Shields 6                         | Assist     | 5 Casarin                           |
| Melli 7                                  | Rimbalzi   | 6 Simms                             |
| Ettore Messina                           | Allenatori | Neven Spahija                       |

| Arbitri: | Begnis Gonella Bartolomeo |

|                                     |            |                              |
| Shields 26 Lo, Kamagate 12 Tonut 10 | Punti      | 31 Willis 28 Moore 9 Hawkins |
| Voigtmann, Lo 4                     | Assist     | 6 Moore                      |
| Voigtmann 8                         | Rimbalzi   | 11 Ogbeide                   |
| Ettore Messina                      | Allenatori | Nicola Brienza               |

| Arbitri: | Attard Lo Guzzo Galasso |

|                                          |            |                                       |
| Tyree 24 Charalampopoulos 13 Gombauld 12 | Punti      | 31 Shields 14 Voigtmann 13 Flaccadori |
| Cappelletti 5                            | Assist     | 3 Tonut, Flaccadori                   |
| Cappelletti 5                            | Rimbalzi   | 7 Shields                             |
| Piero Bucchi                             | Allenatori | Ettore Messina                        |

| Arbitri: | Lanzarini Mazzoni Percaivalle |

|                                                  |            |                                        |
| Melli 15 Lo, Shields 14 Flaccadori, Voigtmann 10 | Punti      | 16 Belinelli 13 Shengelia 11 Cordinier |
| Shields 6                                        | Assist     | 5 Cordinier                            |
| Melli 7                                          | Rimbalzi   | 8 Cacok                                |
| Ettore Messina                                   | Allenatori | Luca Banchi                            |

| Arbitri: | Giovannetti Paglialunga Noce |

|                                          |            |                                   |
| Hanlan 19 Brown 11 Spencer, McDermott 10 | Punti      | 25 Shields 9 Hines 8 Tonut, Melli |
| Hanlan 6                                 | Assist     | 4 Tonut                           |
| Brown 12                                 | Rimbalzi   | 11 Melli                          |
| Tom Bialaszewski                         | Allenatori | Ettore Messina                    |

| Arbitri: | Bartoli Grigioni Capotorto |

|                           |            |                                     |
| Napier 16 Hall 14 Melli 9 | Punti      | 21 McCullough 9 Zegarowski 6 Golden |
| Voigtmann 5               | Assist     | 4 Pecchia                           |
| Voigtmann                 | Rimbalzi   | 5 Golden                            |
| Ettore Messina            | Allenatori | Demis Cavina                        |

| Arbitri: | Rossi Lo Guzzo Nicolini |

|                                       |            |                                 |
| Massinburg 18 Della Valle 14 Bilan 13 | Punti      | 18 Napier 13 Melli 11 Poythress |
| Christon 5                            | Assist     | 3 Hall                          |
| Bilan 11                              | Rimbalzi   | 11 Voigtmann                    |
| Alessandro Magro                      | Allenatori | Ettore Messina                  |

| Arbitri: | Paternicò Borgioni Gonella |

|                                         |            |                                |
| Gražulis 20 Baldwin 11 Alviti, Forray 9 | Punti      | 17 Napier 16 Hall 12 Bortolani |
| Ellis 5                                 | Assist     | 3 Melli                        |
| Cooke 7                                 | Rimbalzi   | 6 Hall, Melli                  |
| Paolo Galbiati                          | Allenatori | Ettore Messina                 |

##### Girone di ritorno
| Arbitri: | Giovannetti Perciavalle Valzani |

|                                      |            |                                       |
| Melli 23 Napier, Hall 14 Bortolani 9 | Punti      | 23 Thomas 17 Ross 11 Candi, Strautins |
| Napier 9                             | Assist     | 5 Ross                                |
| Melli 8                              | Rimbalzi   | 4 Baldasso                            |
| Ettore Messina                       | Allenatori | Walter De Raffaele                    |

| Arbitri: | Mazzoni Bongiorni Borgo |

|                                           |            |                                                |
| Bluiett 14 Riccardo Visconti 11 Maretto 9 | Punti      | 17 Shields 11 Hall 10 Melli, Flaccadori, Hines |
| Bluiett, Visconti 3                       | Assist     | 4 Flaccadori                                   |
| Ford 7                                    | Rimbalzi   | 7 Voigtmann, Tonut                             |
| Romeo Sacchetti                           | Allenatori | Ettore Messina                                 |

| Arbitri: | Bartoli Grigioni Paglialunga |

|                                   |            |                                                 |
| Napier 17 Mirotić 16 Flaccadori 9 | Punti      | 20 Tyree 13 Charalampopoulos 12 Diop, Jefferson |
| Napier 4                          | Assist     | 7 Jefferson                                     |
| Ricci 5                           | Rimbalzi   | 8 Tyree                                         |
| Ettore Messina                    | Allenatori | Nenad Marković                                  |

| Arbitri: | Begnis Quarta Valleriani |

|                               |            |                                     |
| Moore 21 Varnado 20 Willis 17 | Punti      | 17 Shields 11 Voigtmann 9 Lo, Ricci |
| Moore 7                       | Assist     | 4 Voigtmann                         |
| Ogbeide 8                     | Rimbalzi   | 10 Voigtmann                        |
| Nicola Brienza                | Allenatori | Ettore Messina                      |

| Arbitri: | Lo Guzzo Galasso Pepponi |

|                                         |            |                                                          |
| Napier 11 Voigtmann 10 Melli, Mirotić 9 | Punti      | 17 Sneed 10 Morris, Laszewski, Bayehe 3 Bartley, Senglin |
| Shields 5                               | Assist     | 3 Laquintana, Morris                                     |
| Melli 12                                | Rimbalzi   | 9 Bayehe                                                 |
| Ettore Messina                          | Allenatori | Dragan Šakota                                            |

| Arbitri: | Sahin Nicolini Valleriani |

|                                  |            |                                        |
| Ricci 19 Melli, Shields 14 Lo 10 | Punti      | 19 Mannion 8 Besson, Brown 7 McDermott |
| quattro giocatori 4              | Assist     | 5 Mannion                              |
| Ricci 10                         | Rimbalzi   | 7 Mannion                              |
| Ettore Messina                   | Allenatori | Tom Bialaszewski                       |

| Arbitri: | Attard Giovannetti Baldini |

|                                              |            |                                   |
| Belinelli 17 Lundberg 16 Shengelia, Abass 11 | Punti      | 24 Napier 14 Mirotić 13 Voigtmann |
| Lundberg 5                                   | Assist     | 4 Hall                            |
| Shengelia 9                                  | Rimbalzi   | 5 Ricci, Voigtmann                |
| Luca Banchi                                  | Allenatori | Ettore Messina                    |

| Arbitri: | Paternicò Bartoli Noce |

|                                          |            |                              |
| Tucker 14 Spissu 13 Brooks, Tessitori 10 | Punti      | 18 Napier 16 Mirotić 9 Tonut |
| Spissu 6                                 | Assist     | 3 Napier                     |
| Brooks 8                                 | Rimbalzi   | 8 Mirotić                    |
| Neven Spahija                            | Allenatori | Ettore Messina               |

| Arbitri: | Rossi Valzani Capotorto |

|                                |            |                              |
| Mirotić 21 Melli 19 Shields 18 | Punti      | 21 Pullen 19 Ennis 17 Zubčić |
| Hall 7                         | Assist     | 7 Ennis                      |
| Melli 12                       | Rimbalzi   | 4 quattro giocatori          |
| Ettore Messina                 | Allenatori | Igor Miličić                 |

| Arbitri: | Mazzoni Perciavalle Pepponi |

|                                |            |                              |
| Galloway 17 Smith 16 Atkins 13 | Punti      | 19 Tonut 18 Mirotić 10 Melli |
| Galloway 5                     | Assist     | 5 Napier                     |
| Atkins 6                       | Rimbalzi   | 5 Hall, Mirotic              |
| Dīmītrīs Priftīs               | Allenatori | Ettore Messina               |

| Arbitri: | Lanzarini Galasso Catani |

|                                     |            |                                 |
| Melli 16 Napier, Mirotić 15 Hall 14 | Punti      | 24 Baldwin 16 Alviti 11 Biligha |
| Shields 6                           | Assist     | 3 quattro giocatori             |
| Hines 9                             | Rimbalzi   | 7 Niang                         |
| Ettore Messina                      | Allenatori | Paolo Galbiati                  |

| Arbitri: | Begnis Borgioni Borgo |

|                                      |            |                               |
| Olisevičius 22 Harrison 21 Bowman 19 | Punti      | 20 Napier 17 Tonut 15 Shields |
| Robinson 11                          | Assist     | 3 Napier                      |
| Olisevičius, Bowman 7                | Rimbalzi   | 5 Melli, Hines                |
| Francesco Vitucci                    | Allenatori | Ettore Messina                |

| Arbitri: | Paternicò Paglialunga Marziali |

|                                   |            |                                 |
| Shields 20 Napier 18 Valentine 13 | Punti      | 20 Henry 16 Pinkins 12 Robinson |
| Shields 6                         | Assist     | 7 Robinson                      |
| Ricci 6                           | Rimbalzi   | 7 Pinkins                       |
| Ettore Messina                    | Allenatori | Matteo Boniciolli               |

| Arbitri: | Lanzarini Begnis Noce |

|                               |            |                                                |
| Napier 19 Shields 16 Melli 13 | Punti      | 20 Bilan 12 Della Valle, Gabriel 11 Massinburg |
| Shields 5                     | Assist     | 6 Della Valle                                  |
| Melli 8                       | Rimbalzi   | 5 Bilan                                        |
| Ettore Messina                | Allenatori | Alessandro Magro                               |

| Arbitri: | Attard Valzani Galasso |

|                                         |            |                               |
| McCullough 16 Adrian 13 Davis, Lacey 10 | Punti      | 25 Mirotić 15 Shields 8 Ricci |
| Lacey 5                                 | Assist     | 5 Shields                     |
| Golden 8                                | Rimbalzi   | 7 Melli                       |
| Demis Cavina                            | Allenatori | Ettore Messina                |

#### Play-off

##### Quarti di finale
| Arbitri: | Carmelo Paternicò (Enna) Tolga Sahin (Messina) Denis Quarta (Torino) |

|                                 |            |                                     |
| Shields 27 Napier 14 Mirotic 13 | Punti      | 21 Cooke 17 Baldwin 10 Hubb, Forray |
| Melli 4                         | Assist     | 6 Hubb, Baldwin                     |
| Shields 8                       | Rimbalzi   | 8 Cooke                             |
| Ettore Messina                  | Allenatori | Paolo Galbiati                      |

| Arbitri: | Beniamino Attard (Siracusa) Alessandro Perciavalle (Torino) Gianluca Capotorto (Roma) |

|                             |            |                                      |
| Shields 28 Melli 18 Hall 11 | Punti      | 22 Hubb, Baldwin 10 Mooney 9 Biligha |
| Napier 7                    | Assist     | 7 Baldwin                            |
| Melli 6                     | Rimbalzi   | 4 Baldwin                            |
| Ettore Messina              | Allenatori | Paolo Galbiati                       |

| Arbitri: | Manuel Mazzoni (Grosseto) Lorenzo Baldini (Firenze) Gabriele Bettini (Bologna) |

|                                     |            |                                                 |
| Hubb, Mooney 12 Baldwin 11 Forray 9 | Punti      | 20 Napier 13 Mirotic 10 Melli, Hines, Voigtmann |
| Baldwin 5                           | Assist     | 7 Napier                                        |
| Hommes 9                            | Rimbalzi   | 9 Voigtmann                                     |
| Paolo Galbiati                      | Allenatori | Ettore Messina                                  |

| Arbitri: | Saverio Lanzarini (Bologna) Tolga Sahin (Messina) Mark Bartoli (Trieste) |

|                                            |            |                                 |
| Alviti, Baldwin 15 Hubb, Biligha 9 Cooke 8 | Punti      | 14 Napier 13 Melli 10 Voigtmann |
| Baldwin 5                                  | Assist     | 3 Flaccadori                    |
| Cooke 7                                    | Rimbalzi   | 10 Melli                        |
| Paolo Galbiati                             | Allenatori | Ettore Messina                  |

##### Semifinali
| Arbitri: | Michele Rossi (Arezzo) Guido Giovannetti (Terni) Andrea Valzani (Milano) |

|                                |            |                                                |
| Voigtmann 21 Melli 13 Tonut 12 | Punti      | 33 Della Valle 12 Massinburg 11 Gabriel, Bilan |
| Hall 6                         | Assist     | 4 Christon, Bilan                              |
| Tonut, Voigtmann 8             | Rimbalzi   | 7 Gabriel                                      |
| Ettore Messina                 | Allenatori | Alessandro Magro                               |

| Arbitri: | Roberto Begnis (Cremona) Denny Borgioni (Roma) Gabriele Bettini (Bologna) |

|                               |            |                                                    |
| Mirotic 21 Shields 16 Hall 11 | Punti      | 12 Massinburg 10 Petrucelli 9 Burnell, Della Valle |
| Napier, Hall 4                | Assist     | 2 Bilan, Burnell, Della Valle                      |
| Melli, Mirotic 7              | Rimbalzi   | 8 Cobbins                                          |
| Ettore Messina                | Allenatori | Alessandro Magro                                   |

| Arbitri: | Carmelo Paternicò (Enna) Lorenzo Baldini (Firenze) Edoardo Gonella (Genova) |

|                                      |            |                                              |
| Massinburg 21 Gabriel 15 Cournooh 12 | Punti      | 16 Ricci 14 Hall, Shields, Mirotic 12 Napier |
| Della Valle 8                        | Assist     | 4 Melli                                      |
| Bilan 10                             | Rimbalzi   | 7 Voigtmann                                  |
| Alessandro Magro                     | Allenatori | Ettore Messina                               |

##### Finale
| Arbitri: | Roberto Begnis (Cremona) Manuel Mazzoni (Grosseto) Guido Giovannetti (Terni) |

|                                                  |            |                              |
| 16 Shengelia 14 Cordinier, Belinelli 10 Lundberg | Punti      | 25 Shields 21 Napier 18 Hall |
| 5 Lundberg                                       | Assist     | 3 Shields                    |
| 8 Shengelia, Cordinier 5 Pajola                  | Rimbalzi   | 8 Mirotic 7 Melli, Hall      |
| Luca Banchi                                      | Allenatori | Ettore Messina               |

| Arbitri: | Saverio Lanzarini (Bologna) Beniamino Attard (Siracusa) Denny Borgioni (Roma) |

|                                    |            |                                          |
| 21 Shengelia 11 Mickey 10 Polonara | Punti      | 13 Hall, Mirotic 9 Napier, Tonut 7 Melli |
| 10 Pajola                          | Assist     | 2 Napier, Hall                           |
| 8 Shengelia 7 Pajola               | Rimbalzi   | 7 Mirotic 6 Melli                        |
| Luca Banchi                        | Allenatori | Ettore Messina                           |

| Arbitri: | Carmelo Paternicò (Enna) Michele Rossi (Arezzo) Lorenzo Baldini (Firenze) |

|                                             |            |                                                    |
| 21 Mirotic 15 Shields 12 Napier, Flaccadori | Punti      | 17 Mickey 11 Lundberg, Shengelia 10 Belinelli      |
| 6 Napier                                    | Assist     | 10 Pajola                                          |
| 9 Melli 6 Voigtmann                         | Rimbalzi   | 5 Belinelli, Pajola 4 Shengelia, Mickey, Cordinier |
| Ettore Messina                              | Allenatori | Luca Banchi                                        |

| Arbitri: | Saverio Lanzarini (Bologna) Beniamino Attard (Siracusa) Guido Giovannetti (Terni) |

|                |            |             |
| Ettore Messina | Allenatori | Luca Banchi |

### Eurolega

#### Stagione regolare
| Arbitri: | Saša Pukl Carlos Peruga Uroš Nikolić |

|                                                       |            |                                           |
| Wilbekin 19 Papagiannīs, Gudurić, Dorsey 15 Pierre 11 | Punti      | 27 Nikola Mirotić 21 Voigtmann 10 Shields |
| Wilbekin 4                                            | Assist     | 5 Pangos                                  |
| Pierre 6                                              | Rimbalzi   | 11 Mirotić                                |
| Dīmītrīs Itoudīs                                      | Allenatori | Ettore Messina                            |

| Arbitri: | Damir Javor Anne Panther Marcin Kowalski |

|                                    |            |                              |
| Mirotić 24 Shields 22 Voigtmann 18 | Punti      | 21 Rivero 20 Brown 16 Colson |
| Shields 8                          | Assist     | 12 Brown                     |
| Voigtmann 6                        | Rimbalzi   | 6 Nebo, Colson               |
| Ettore Messina                     | Allenatori | Oded Kattash                 |

| Arbitri: | Matej Boltauzer Leandro Lezcano Carlos Corté |

|                                 |            |                                     |
| Mirotić 20 Pangos 16 Shields 12 | Punti      | 15 Milutinov 11 Walkup 6 Brazdeikis |
| Voigtmann 6                     | Assist     | 4 Walkup                            |
| Melli, Voigtmann, Mirotić 4     | Rimbalzi   | 6 Walkup                            |
| Ettore Messina                  | Allenatori | Giōrgos Mpartzōkas                  |

| Arbitri: | Sreten Radović Gytis Vilius Sašo Petek |

|                                 |            |                                           |
| Llull 19 Hezonja 13 Campazzo 12 | Punti      | 16 Shields 13 Mirotić 9 Voigtmann, Pangos |
| Campazzo 10                     | Assist     | 4 Melli                                   |
| Poirier 4                       | Rimbalzi   | 7 Shields                                 |
| Chus Mateo                      | Allenatori | Ettore Messina                            |

| Arbitri: | Emilio Perez Igor Dragojević Denis Hadžić |

|                                        |            |                            |
| Thiemann 22 Brown 18 Thomas, Olinde 12 | Punti      | 30 Mirotić 25 Shields 7 Lô |
| Spagnolo 6                             | Assist     | 4 Hall                     |
| Delow 7                                | Rimbalzi   | 12 Mirotić                 |
| Israel González                        | Allenatori | Ettore Messina             |

| Arbitri: | Juan Carlos García Rain Peerandi Mario Majkić |

|                                     |            |                                         |
| Shields 17 Hall 15 Tonut, Mirotić 9 | Punti      | 21 James 13 Diallo 8 Blossomgame, Brown |
| Lô, Shields 4                       | Assist     | 3 Okobo, James                          |
| Mirotić 9                           | Rimbalzi   | 5 James                                 |
| Ettore Messina                      | Allenatori | Saša Obradović                          |

| Arbitri: | Robert Lottermoser Piotr Pastusiak Noam Gordon |

|                              |            |                              |
| Mirotić 19 Lô 10 Voigtmann 9 | Punti      | 10 Harper 9 Davies 8 Reuvers |
| Lô 6                         | Assist     | 4 Inglis                     |
| Poythress, Mirotić 7         | Rimbalzi   | 7 Davies                     |
| Ettore Messina               | Allenatori | Álex Mumbrú                  |

| Arbitri: | Carlos Peruga Artūras Šukys Jordi Aliaga |

|                                            |            |                             |
| Lundberg 19 Shengelia, Abass 14 Hackett 10 | Punti      | 21 Shields 16 Mirotić 13 Lô |
| Hackett 7                                  | Assist     | 6 Lô                        |
| Shengelia 6                                | Rimbalzi   | 7 Mirotić                   |
| Luca Banchi                                | Allenatori | Ettore Messina              |

| Arbitri: | Sreten Radović Uroš Nikolić Robert Vyklický |

|                               |            |                                  |
| Shields 18 Hall 15 Mirotić 14 | Punti      | 18 Clyburn 17 Thompson 13 Larkin |
| Voigtmann 6                   | Assist     | 7 Larkin                         |
| Melli 10                      | Rimbalzi   | 7 Clyburn                        |
| Ettore Messina                | Allenatori | Erdem Can                        |

| Arbitri: | Emin Moğulkoç Ioannis Foufis Saulius Račys |

|                                     |            |                             |
| Davidovac 18 Nedović 16 Mitrović 11 | Punti      | 32 Lô 19 Shields 11 Melli   |
| Teodosić 4                          | Assist     | 3 Lô                        |
| Davidovac 6                         | Rimbalzi   | 5 Voigtmann, Melli, Shields |
| Giannīs Sfairopoulos                | Allenatori | Ettore Messina              |

| Arbitri: | Ilija Belošević Milivoje Jovčić Hüseyin Çelik |

|                               |            |                               |
| Shields 21 Mirotić 14 Hall 11 | Punti      | 20 Ulanovas 19 Evans 16 Šmits |
| Lô 4                          | Assist     | 5 Ulanovas                    |
| Melli, Voigtmann 5            | Rimbalzi   | 6 Ulanovas                    |
| Ettore Messina                | Allenatori | Kazys Maksvytis               |

| Arbitri: | Saša Pukl Uroš Obrknežević Sašo Petek |

|                                    |            |                                                 |
| Edwards 32 Ibaka 20 Weiler-Babb 14 | Punti      | 26 Shields 10 Kamagate, Hall, Voigtmann 9 Tonut |
| Francisco 4                        | Assist     | 3 Lô, Voigtmann                                 |
| Ibaka 12                           | Rimbalzi   | 4 Poythress                                     |
| Pablo Laso                         | Allenatori | Ettore Messina                                  |

| Arbitri: | Sreten Radović Carlos Cortés Rey Mario Majkić |

|                               |            |                          |
| Punter 19 Caboclo 16 LeDay 15 | Punti      | 19 Shields 12 Lô 9 Melli |
| Dozier 4                      | Assist     | 5 Lô                     |
| Smailagić 6                   | Rimbalzi   | 6 Melli                  |
| Željko Obradović              | Allenatori | Ettore Messina           |

| Arbitri: | Ilija Belošević Anne Panther Kristaps Konstantinovs |

|                                      |            |                             |
| Kalinić 17 Laprovíttola 16 Veselý 14 | Punti      | 21 Hall 19 Shields 16 Melli |
| Laprovíttola 5                       | Assist     | 3 Melli, Shields            |
| Hernangómez 6                        | Rimbalzi   | 6 Melli                     |
| Roger Grimau                         | Allenatori | Ettore Messina              |

| Arbitri: | Miguel Ángel Pérez Uroš Nikolić Eduard Udyanskyy |

|                                             |            |                                              |
| Melli 17 Shields 13 Poythress, Voigtmann 11 | Punti      | 12 Lauvergne 10 Lee, Luwawu-Cabarrot 6 Scott |
| Flaccadori 7                                | Assist     | 4 Lighty                                     |
| Shields 5                                   | Rimbalzi   | 7 Egbunu                                     |
| Ettore Messina                              | Allenatori | Gianmarco Pozzecco                           |

| Arbitri: | Damir Javor Milan Nedović Maxime Boubert |

|                                       |            |                             |
| Shields 13 Voigtmann 12 Flaccadori 10 | Punti      | 17 Nunn 16 Lessort 10 Grant |
| Baron, Hall, Shields 3                | Assist     | 6 Sloukas                   |
| Melli 8                               | Rimbalzi   | 7 Hernangómez, Mītoglou     |
| Ettore Messina                        | Allenatori | Ergin Ataman                |

| Arbitri: | Mehdi Difallah Gytis Vilius Josip Radojković |

|                                     |            |                                        |
| Melli 21 Voigtmann 19 Flaccadori 14 | Punti      | 14 Moneke 12 Sedekerskis 10 Marinković |
| Flaccadori 5                        | Assist     | 7 Chiozza                              |
| Voigtmann 12                        | Rimbalzi   | 9 Sedekerskis                          |
| Ettore Messina                      | Allenatori | Duško Ivanović                         |

| Arbitri: | Robert Lottermoser Saša Pukl Luka Kardum |

|                                |            |                                             |
| Peters 16 Milutinov 13 Fall 12 | Punti      | 14 Napier, Flaccadori 13 Tonut 11 Bortolani |
| Fall 6                         | Assist     | 5 Napier                                    |
| Peters, Fall 6                 | Rimbalzi   | 3 Hall, Napier                              |
| Giōrgos Mpartzōkas             | Allenatori | Ettore Messina                              |

| Arbitri: | Emin Moğulkoç Tomislav Hordov Carlos Cortés |

|                                   |            |                               |
| Hall 19 Bortolani 12 Poythress 10 | Punti      | 16 Ibaka 10 Edwards 9 Bolmaro |
| Napier 5                          | Assist     | 3 Edwards, Bolmaro            |
| Voigtmann, Napier, Hall 4         | Rimbalzi   | 8 Booker                      |
| Ettore Messina                    | Allenatori | Pablo Laso                    |

| Arbitri: | Juan Carlos Garcia Rain Peerandi Mario Majkić |

|                                        |            |                                          |
| Melli 16 Flaccadori, Hall 14 Napier 13 | Punti      | 13 Thiemann 12 Brown 10 Procida, Wetzell |
| Napier 5                               | Assist     | 7 Spagnolo                               |
| Voigtmann 8                            | Rimbalzi   | 6 Koumadje, Thiemann                     |
| Ettore Messina                         | Allenatori | Israel González                          |

| Arbitri: | Oļegs Latiševs Jordi Aliaga Marcin Kowalski |

|                                                 |            |                                      |
| Bortolani 14 Poythress 12 Napier, Hall, Hines 6 | Punti      | 22 Giedraitis 14 Bolomboy 9 Teodosić |
| Napier, Hall 4                                  | Assist     | 5 Teodosić                           |
| Melli, Napier 5                                 | Rimbalzi   | 6 Hanga, Giedraitis, Bolomboy        |
| Ettore Messina                                  | Allenatori | Giannīs Sfairopoulos                 |

| Arbitri: | Fernando Rocha Jakub Zamojski Robert Vyklický |

|                                       |            |                                    |
| Jones, Davies 15 Ojeleye 14 Harper 11 | Punti      | 20 Napier 17 Hall 8 Melli, Shields |
| Jones 6                               | Assist     | 5 Hall                             |
| Ojeleye 7                             | Rimbalzi   | 7 Hall                             |
| Álex Mumbrú                           | Allenatori | Ettore Messina                     |

| Arbitri: | Mehdi Difallah Milan Nedović Josip Radojković |

|                                     |            |                                    |
| Shields 23 McGruder 11 Poythress 10 | Punti      | 28 Veselý 11 Parker 10 Hernangómez |
| Napier, Shields 5                   | Assist     | 6 Jokubaitis                       |
| Melli 7                             | Rimbalzi   | 10 Nikola Kalinić                  |
| Ettore Messina                      | Allenatori | Roger Grimau                       |

| Arbitri: | Damir Javor Gytis Vilius Kristaps Konstantinovs |

|                                                          |            |                             |
| Grigonis 15 Lessort, Hernangómez 12 Kalaitzakīs, Nunn 10 | Punti      | 16 Napier 11 Mirotić 7 Hall |
| Grant 8                                                  | Assist     | 3 Lo, Hall                  |
| Lessort 7                                                | Rimbalzi   | 7 Voigtmann                 |
| Ergin Ataman                                             | Allenatori | Ettore Messina              |

| Arbitri: | Miguel Ángel Pérez Luka Kardum Alberto Baena |

|                                               |            |                                            |
| Larkin 19 Pleiß 17 Bryant, Thompson, Willis 9 | Punti      | 17 Shields 16 McGruder, Voigtmann 7 Napier |
| Larkin 6                                      | Assist     | 7 Napier                                   |
| Willis 8                                      | Rimbalzi   | 7 Mellim Shields                           |
| Tomislav Mijatović                            | Allenatori | Ettore Messina                             |

| Arbitri: | Matej Boltauzer Emin Moğulkoç Mehdi Difallah |

|                                    |            |                            |
| Shields 27 Mirotić 23 Lo, Napier 8 | Punti      | 12 Musa 11 Hezonja 10 Deck |
| Melli, Hall 3                      | Assist     | 7 Campazzo                 |
| Voigtmann, Melli 7                 | Rimbalzi   | 7 Poirier, Yabusele        |
| Ettore Messina                     | Allenatori | Chus Mateo                 |

| Arbitri: | Fernando Rocha Emilio Pérez Anne Panther |

|                                  |            |                             |
| Lauvergne 17 de Colo 13 Scott 12 | Punti      | 19 Hall 15 Lô 11 Hines      |
| Kahudi, de Colo 4                | Assist     | 3 Voigtmann, McGruder, Hall |
| Ndiaye 6                         | Rimbalzi   | 9 Shields                   |
| Pierric Poupet                   | Allenatori | Ettore Messina              |

| Arbitri: | Emin Moğulkoç Joseph Bissang Carlos Cortés |

|                                       |            |                                  |
| Shields, Mirotić 19 Hall 18 Napier 15 | Punti      | 19 Avramović 13 Caboclo 12 LeDay |
| Shields 6                             | Assist     | 3 Avramović                      |
| Voigtmann 7                           | Rimbalzi   | 5 Cabolco                        |
| Ettore Messina                        | Allenatori | Željko Obradović                 |

| Arbitri: | Matej Boltauzer Mehdi Difallah Rain Peerandi |

|                                   |            |                                 |
| Howard 26 Moneke 19 Marinković 13 | Punti      | 21 Mirotić 17 Shields 12 Napier |
| Miller-McIntyre 5                 | Assist     | 5 Melli                         |
| Sedekerskis 7                     | Rimbalzi   | 8 Mirotić                       |
| Duško Ivanović                    | Allenatori | Ettore Messina                  |

| Arbitri: | Miguel Ángel Pérez Uroš Nikolić Ioannis Foufis |

|                                    |            |                          |
| Diallo 17 Loyd 14 Walker, James 10 | Punti      | 21 Mirotić 15 Lô 14 Hall |
| Okobo 5                            | Assist     | 7 Hall                   |
| James 6                            | Rimbalzi   | 6 Melli, Shields, Hall   |
| Saša Obradović                     | Allenatori | Ettore Messina           |

| Arbitri: | Carlos Peruga Milan Nedović Maxime Boubert |

|                                |            |                                           |
| Melli 17 Shields 15 Mirotić 13 | Punti      | 15 Wilbekin 13 Motley, Biberović 10 Hayes |
| Shields 5                      | Assist     | 6 Calathes, Gudurić                       |
| Mirotic                        | Rimbalzi   | 5 Gudurić                                 |
| Ettore Messina                 | Allenatori | Šarūnas Jasikevičius                      |

| Arbitri: | Fernando Rocha Piotr Pastusiak Seffi Shemmesh |

|                                   |            |                                 |
| Evans 20 Sumner 17 Butkevičius 13 | Punti      | 19 Mirotić 17 Napier 11 Shields |
| Ulanovas, Sumner 5                | Assist     | 4 Lô                            |
| Birutis 7                         | Rimbalzi   | 7 Mirotić                       |
| Andrea Trinchieri                 | Allenatori | Ettore Messina                  |

| Arbitri: | Matej Boltauzer Robert Lottermoser Luka Kardum |

|                              |            |                                      |
| Mirotić 18 Tonut 15 Melli 13 | Punti      | 21 Shengelia 13 Belinelli 8 Polonara |
| Shields 5                    | Assist     | 3 Polonara, Belinelli                |
| Mirotić 11                   | Rimbalzi   | 6 Polonara                           |
| Ettore Messina               | Allenatori | Luca Banchi                          |

| Arbitri: | Carlos Peruga Mehdi Difallah Alberto Baena |

|                              |            |                                       |
| Baldwin 18 Nebo 14 Sorkin 13 | Punti      | 13 Lô 12 Shields 11 Poythress, Napier |
| Blatt 9                      | Assist     | 7 Napier                              |
| Nebo 9                       | Rimbalzi   | 9 Poythress                           |
| Oded Kattash                 | Allenatori | Ettore Messina                        |

### Coppa Italia
| Arbitri: | Paternicò Rossi Grigioni |

|                                                          |            |                                    |
| Shields, Voigtmann 14 Napier, Hall 9 Flaccadori, Hines 6 | Punti      | 12 Hubb 9 Alviti, Forray 6 Baldwin |
| Shields 3                                                | Assist     | 4 Hubb                             |
| Melli 7                                                  | Rimbalzi   | 7 Baldwin                          |
| Ettore Messina                                           | Allenatori | Paolo Galbiati                     |

| Arbitri: | Mazzoni Lo Guzzo Borgioni |

|                                    |            |                                  |
| Shields 28 Napier 17 Flaccadori 13 | Punti      | 18 Kabengele 15 Tucker 14 Spissu |
| Napier 6                           | Assist     | 4 Spissu                         |
| Melli 9                            | Rimbalzi   | 6 Kabengele, Spissu              |
| Ettore Messina                     | Allenatori | Neven Spahija                    |

| Arbitri: | Lanzarini Borgioni Gonella |

|                                |            |                                  |
| Melli 20 Mirotic 19 Shields 10 | Punti      | 21 Ennis 14 Pullen 13 Sokolowski |
| Napier, Shields 4              | Assist     | 7 Ennis                          |
| Melli 8                        | Rimbalzi   | 7 Owens, Ennis                   |
| Ettore Messina                 | Allenatori | Igor Milicic                     |

### Supercoppa Italiana
| Arbitri: | Giovannetti G. Grigioni V. Valzani A. |

|                                    |            |                                            |
| Shields 26 Mirotić 15 Bortolani 12 | Punti      | 15 Belinelli 13 Shengelia, Mickey 10 Abass |
| Melli 3                            | Assist     | 4 Pajola, Shengelia                        |
| Mirotić 8                          | Rimbalzi   | 5 Shengelia                                |
| Ettore Messina                     | Allenatori | Luca Banchi                                |

## Statistiche

### Statistiche di squadra
| Competizione          | G  | V  | P  | Pt   | 2PT  | 3PT  | TL   | Rimbalzi | Rimbalzi | Rimbalzi | Stop | Palle | Palle | Ass  |
| Competizione          | G  | V  | P  | Pt   | 2PT  | 3PT  | TL   | Off      | Dif      | Tot      | Stop | Perse | Rec.  | Ass  |
| --------------------- | -- | -- | -- | ---- | ---- | ---- | ---- | -------- | -------- | -------- | ---- | ----- | ----- | ---- |
| LBA Serie A           | 30 | 22 | 8  | 80.4 | 55.9 | 35.0 | 75.9 | 9.6      | 26.3     | 35.9     | 2.5  | 12.3  | 6.5   | 16.9 |
| Playoff               | 11 | 9  | 2  | 85.6 | 53.8 | 40.1 | 81.0 | 10.2     | 27.1     | 37.3     | 2.6  | 11.0  | 6.5   | 16.5 |
| Totale Serie A        | 41 | 31 | 10 | 83.0 | 54.8 | 37.6 | 78.4 | 9.9      | 26.7     | 36.6     | 2.6  | 11.7  | 6.5   | 16.7 |
| Euroleague Basketball | 34 | 15 | 19 | 78.2 | 55.1 | 36.7 | 77.6 | 7.4      | 21.7     | 29.1     | 2.1  | 11.7  | 7.0   | 16.3 |
| Supercoppa Italiana   | 1  | 0  | 1  | 73.0 | 65.5 | 29.2 | 77.8 | 9.0      | 27.0     | 36.0     | 0.0  | 19.0  | 5.0   | 10.0 |
| Coppa Italia          | 3  | 2  | 1  | 84.0 | 49.6 | 34.1 | 81.4 | 11.3     | 29.0     | 40.3     | 2.0  | 10.3  | 7.0   | 19.7 |
| Totale                | 79 | 48 | 31 | 79.5 | 56.2 | 34.4 | 78.8 | 9.4      | 26.1     | 35.5     | 1.6  | 13.1  | 6.3   | 15.6 |

### Andamento in campionato
| Giornata  | 1 | 2 | 3 | 4 | 5 | 6 | 7 | 8 | 9 | 10 | 11 | 12 | 13 | 14 | 15 | 16 | 17 | 18 | 19 | 20 | 21 | 22 | 23 | 24 | 25 | 26 | 27 | 28 | 29 | 30 |
| --------- | - | - | - | - | - | - | - | - | - | -- | -- | -- | -- | -- | -- | -- | -- | -- | -- | -- | -- | -- | -- | -- | -- | -- | -- | -- | -- | -- |
| Luogo     | C | T | C | T | C | T | T | C | C | T  | C  | T  | C  | T  | T  | C  | T  | C  | T  | C  | C  | T  | T  | C  | T  | C  | T  | C  | C  | T  |
| Risultato | V | P | V | V | P | V | P | V | P | P  | V  | V  | V  | P  | V  | V  | V  | V  | V  | V  | V  | P  | P  | V  | V  | V  | V  | V  | V  | V  |
| Posizione | 6 | 8 | 5 | 5 | 7 | 6 | 8 | 6 | 6 | 8  | 8  | 6  | 5  | 6  | 4  | 5  | 5  | 4  | 3  | 3  | 2  | 3  | 4  | 3  | 3  | 3  | 3  | 3  | 2  | 2  |

Fonte:  Serie A – Classifica, su legabasket.it. URL consultato il 19 febbraio 2024.
Legenda:

Luogo: C = Casa; T = Trasferta. Risultato: V = Vittoria; P = Sconfitta.
- = Turno di riposo.

### Andamento in Eurolega
| Giornata  | 1 | 2 | 3 | 4 | 5 | 6 | 7 | 8 | 9 | 10 | 11 | 12 | 13 | 14 | 15 | 16 | 17 | 18 | 19 | 20 | 21 | 22 | 23 | 24 | 25 | 26 | 27 | 28 | 29 | 30 | 31 | 32 | 33 | 34 |
| --------- | - | - | - | - | - | - | - | - | - | -- | -- | -- | -- | -- | -- | -- | -- | -- | -- | -- | -- | -- | -- | -- | -- | -- | -- | -- | -- | -- | -- | -- | -- | -- |
| Luogo     | T | C | C | T | T | C | C | T | C | T  | C  | T  | T  | T  | C  | C  | C  | T  | C  | C  | C  | T  | C  | T  | T  | C  | T  | C  | T  | T  | C  | T  | C  | T  |
| Risultato | P | P | V | P | P | P | V | P | V | V  | P  | P  | P  | V  | V  | P  | V  | P  | V  | V  | P  | P  | V  | P  | P  | V  | P  | V  | P  | V  | V  | P  | V  | P  |

Fonte:  EuroLeague 2023-24 Games, su euroleaguebasketball.net.
Legenda:

Luogo: C = Casa; T = Trasferta. Risultato: V = Vittoria; P = Sconfitta.
- = Turno di riposo.

### Statistiche giocatori
| Giocatore          | Serie A | Serie A | Serie A | Serie A | Serie A Playoff | Serie A Playoff | Serie A Playoff | Serie A Playoff | Coppa Italia+Supercoppa | Coppa Italia+Supercoppa | Coppa Italia+Supercoppa | Coppa Italia+Supercoppa | Eurolega | Eurolega | Eurolega | Eurolega | Totale | Totale | Totale | Totale |
| Giocatore          | PG      | PTI     | AST     | RIM     | PG              | PTI             | AST             | RIM             | PG                      | PTI                     | AST                     | RIM                     | PG       | PTI      | AST      | RIM      | PG     | PTI    | AST    | RIM    |
| ------------------ | ------- | ------- | ------- | ------- | --------------- | --------------- | --------------- | --------------- | ----------------------- | ----------------------- | ----------------------- | ----------------------- | -------- | -------- | -------- | -------- | ------ | ------ | ------ | ------ |
| Shavon Shields     | 25      | 336     | 76      | 96      | 9               | 144             | 18              | 32              | 3+1                     | 52+26                   | 12+1                    | 11+5                    | 29       | 456      | 82       | 108      | 67     | 1014   | 189    | 252    |
| Nikola Mirotić     | 14      | 233     | 47      | 157     | 11              | 152             | 8               | 55              | 3+1                     | 32+15                   | 8+1                     | 11+8                    | 21       | 355      | 19       | 119      | 50     | 787    | 83     | 350    |
| Nicolò Melli       | 28      | 242     | 47      | 157     | 11              | 108             | 22              | 76              | 3+1                     | 25+2                    | 24+3                    | 6+3                     | 34       | 249      | 68       | 135      | 77     | 626    | 164    | 377    |
| Diego Flaccadori   | 28      | 158     | 46      | 38      | 11              | 62              | 19              | 12              | 3+0                     | 19+0                    | 5+0                     | 4+0                     | 26       | 120      | 28       | 26       | 68     | 359    | 98     | 80     |
| Shabazz Napier     | 16      | 228     | 62      | 29      | 11              | 126             | 45              | 22              | 3+0                     | 34+0                    | 11+0                    | 6+0                     | 16       | 175      | 64       | 40       | 46     | 563    | 182    | 97     |
| Devon Hall         | 26      | 197     | 52      | 94      | 11              | 111             | 24              | 34              | 3+1                     | 21+0                    | 7+1                     | 12+5                    | 32       | 262      | 62       | 92       | 73     | 591    | 146    | 237    |
| Stefano Tonut      | 27      | 192     | 43      | 81      | 11              | 73              | 19              | 31              | 3+1                     | 13+5                    | 3+1                     | 3+0                     | 29       | 167      | 34       | 52       | 71     | 450    | 100    | 167    |
| Johannes Voigtmann | 23      | 143     | 41      | 116     | 10              | 69              | 18              | 51              | 3+1                     | 31+3                    | 4+1                     | 16+6                    | 34       | 237      | 71       | 150      | 71     | 483    | 135    | 339    |
| Kyle Hines         | 18      | 94      | 23      | 72      | 11              | 56              | 7               | 36              | 3+0                     | 12+0                    | 7+0                     | 0+0                     | 34       | 113      | 28       | 77       | 66     | 275    | 65     | 185    |
| Alex Poythress     | 18      | 131     | 6       | 60      | -               | -               | -               | -               | 0+1                     | 0+4                     | 0+0                     | 0+3                     | 30       | 158      | 4        | 80       | 49     | 293    | 10     | 143    |
| Giampaolo Ricci    | 24      | 86      | 15      | 53      | 10              | 30              | 2               | 18              | 3+1                     | 7+4                     | 1+2                     | 7+5                     | 22       | 18       | 2        | 24       | 60     | 145    | 22     | 107    |
| Giordano Bortolani | 25      | 101     | 19      | 23      | 4               | 2               | 0               | 0               | 3+1                     | 0+12                    | 1+0                     | 1+1                     | 18       | 79       | 6        | 13       | 51     | 194    | 26     | 38     |
| Maodo Lo           | 12      | 89      | 29      | 19      | 2               | 1               | 0               | 0               | -                       | -                       | -                       | -                       | 21       | 159      | 56       | 36       | 35     | 249    | 85     | 55     |
| Ismaël Kamagate    | 11      | 69      | 3       | 30      | -               | -               | -               | -               | -                       | -                       | -                       | -                       | 9        | 10       | 1        | 2        | 20     | 79     | 4      | 32     |
| Guglielmo Caruso   | 20      | 54      | 8       | 37      | 3               | 3               | 0               | 1               | 2+1                     | 6+0                     | 1+0                     | 1+0                     | 5        | 5        | 0        | 1        | 31     | 68     | 9      | 40     |
| Kevin Pangos       | 5       | 42      | 19      | 6       | -               | -               | -               | -               | 0+1                     | 0+2                     | 0+1                     | 0+0                     | 5        | 36       | 15       | 9        | 11     | 80     | 35     | 15     |
| Denzel Valentine   | 4       | 15      | 3       | 0       | -               | -               | -               | -               | -                       | -                       | -                       | -                       | -        | -        | -        | -        | 4      | 15     | 3      | 0      |
| Rodney McGruder    | -       | -       | -       | -       | -               | -               | -               | -               | -                       | -                       | -                       | -                       | 7        | 53       | 6        | 18       | 7      | 53     | 6      | 18     |
| Billy Baron        | 1       | 0       | 0       | 0       | 1               | 5               | 0               | 0               | -                       | -                       | -                       | -                       | 3        | 7        | 9        | 7        | 5      | 12     | 9      | 7      |
| Luigi Suigo        | 1       | 2       | 0       | 0       | -               | -               | -               | -               | -                       | -                       | -                       | -                       | -        | -        | -        | -        | 1      | 2      | 0      | 0      |
| Achille Lonati     | 0       | 0       | 0       | 0       | -               | -               | -               | -               | -                       | -                       | -                       | -                       | -        | -        | -        | -        | 0      | 0      | 0      | 0      |
| Samuele Miccoli    | 0       | 0       | 0       | 0       | -               | -               | -               | -               | -                       | -                       | -                       | -                       | -        | -        | -        | -        | 0      | 0      | 0      | 0      |
| Francesco Marcucci | 1       | 0       | 1       | 1       | -               | -               | -               | -               | -                       | -                       | -                       | -                       | -        | -        | -        | -        | 1      | 0      | 1      | 1      |
| Diego Garavaglia   | 2       | 0       | 0       | 0       | -               | -               | -               | -               | -                       | -                       | -                       | -                       | -        | -        | -        | -        | 2      | 0      | 0      | 0      |